# Las Wolność
Las Wolność (kod PLH220060) – specjalny obszar ochrony siedlisk sieci Natura 2000, zlokalizowany na terenie województwa pomorskiego. Obszar obejmuje powierzchnię 335,29 ha. Teren wyznaczony został w celu długotrwałego zabezpieczenia naturalnych siedlisk przyrodniczych, takich jak:
- 7110 torfowiska wysokie z roślinnością torfotwórczą (żywe)[2]
- 7140 torfowiska przejściowe i trzęsawiska (przeważnie z roślinnością z Scheuchzerio-Caricetea)[2],
- 9110 kwaśne buczyny (Luzulo-Fagetum)[2],
- 9130 żyzne buczyny (Dentario glandulosae Fagenion, Galio odorati-Fagenion)[2],
- 9190 kwaśne dąbrowy (Quercion robori-petraeae)[2],
- 91D0 bory i lasy bagienne (Vaccinio uliginosi Betuletum pubescentis, Vaccinio uliginosi Pinetum, Pino mugo-Sphagnetum, Sphagno girgensohnii-Piceetum) i brzozowo-sosnowe bagienne lasy borealne[2],
- 91E0 łęgi wierzbowe, topolowe, olszowe i jesionowe (Salicetum albo-fragilis, Populetum albae,Alnenion glutinoso-incanae) i olsy źródliskowe[2].